# To Save Her Soul
To Save Her Soul is een Amerikaanse stomme en korte film uit 1909 onder regie van D.W. Griffith.

## Rolverdeling
| Acteur             | Personage        | Opmerkingen    |
| ------------------ | ---------------- | -------------- |
| Arthur V. Johnson  | Paul Redmond     |                |
| Mary Pickford      | Agnes Hailey     |                |
| Caroline Harris    | Moeder van Agnes | Niet bevestigd |
| W. Chrystie Miller | Organist         |                |
| George Nichols     | Manager          |                |
| Kate Bruce         | Huisbaas         |                |
| Linda Arvidson     | In publiek       |                |
| William Beaudine   | -                |                |
| Charles Craig      | Bumpkin          |                |
| Frank Evans        | Manager          |                |
| Robert Harron      | Manager          |                |
| Lottie Pickford    | -                |                |
| Ruth Hart          | Op feest         |                |
| James Kirkwood     | Meerdere rollen  |                |
| Henry Lehrman      | In publiek       |                |
| Jeanie Macpherson  | In publiek       |                |
| Owen Moore         | Op feest         |                |
| Jack Pickford      | Stagehand        |                |
| Billy Quirk        | -                |                |
| Gertrude Robinson  | In publiek       |                |
| Paul Scardon       | In publiek       |                |
| Mack Sennett       | Backstage        |                |
| Blanche Sweet      | Backstage        |                |
| Dorothy West       | Op feest         |                |